# Andròmeda XVIII
Andromeda XVIII (PGC 5056918), descoberta el 2008, és una galàxia nana esferoïdal (no té anells, baixa lluminositat, molta matèria fosca, poc gas o pols), i és un satèl·lit de la galàxia d'Andròmeda (M31). És una de les 14 galàxies nanes conegudes que orbiten l'M31.